# Greta Ludziejewska
Greta Ludziejewska (13 lipca 1982 w Żorach) – polska modelka i fotomodelka.
Była finalistką konkursu Miss Polski 2001, otrzymała tytuł II Wicemiss. Posiada tytuł II Wicemiss Bikini Model International 2007.
W 2008 wystąpiła w polskiej edycji Playboya – Playmate miesiąca (kwiecień 2008).